# Astragalus skorniakowii
Astragalus skorniakowii är en ärtväxtart som beskrevs av Boris Fedtjenko. Astragalus skorniakowii ingår i släktet vedlar, och familjen ärtväxter. Inga underarter finns listade i Catalogue of Life.